# Quercus acerifolia
Quercus acerifolia (E.J.Palmer) Stoynoff & W.J.Hess ex R.J.Jensen è una pianta appartenente alla famiglia Fagaceae endemica dell'Arkansas, negli Stati Uniti.

## Conservazione
Questa specie viene classificata come "in pericolo" (Endangered) dalla lista rossa IUCN perché il suo areale è molto ridotto, così come il numero di esemplari conosciuto.